# Vețel
Vețel [ˈvetsel] (veraltet Vițel, wörtlich: „Kalb“; deutsch Witzel, ungarisch Vecel) ist eine Gemeinde im Kreis Hunedoara in der Region Siebenbürgen in Rumänien.

## Geographische Lage

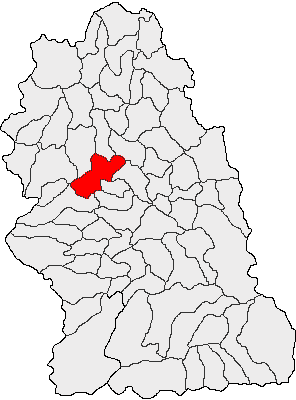
Lage der Gemeinde Vețel im Kreis Hunedoara

Die Gemeinde Vețel liegt im Südwesten des Siebenbürgischen Beckens, nördlich des Poiana-Ruscă-Gebirges. An der Mündung der Bäche Vețel und Vulcez – linker Zuflüsse des Mureș (Mieresch) –, im Zentrum des Kreises Hunedoara, befindet sich der Ort an der Europastraße 68 und der zweigleisigen Bahnstrecke Arad–Alba Iulia etwa 13 Kilometer westlich von der Kreishauptstadt Deva (Diemrich) entfernt.
Von der Gesamtfläche der Gemeinde werden 35,86 % landwirtschaftlich genutzt, 58,36 % sind bewaldet.

## Geschichte
Der Ort Vețel wurde (nach unterschiedlichen Angaben) erstmals 1278 oder 1371 urkundlich erwähnt. Die Geschichte der Besiedlung in der Region geht jedoch nach Berichten von F. Kenner, I Hampel, A. Koch, G. Téglás, I. Andrieșecu und anderen bis in die Frühbronzezeit zurück. Zahlreiche dieser Funde befinden sich in Museen von Bukarest und Budapest. Des Weiteren wurden auf dem Areal des Ortes zahlreiche Funde aus der Römerzeit gemacht. Im Mittelalter war Vețel eine ungarische Siedlung. Im 15. Jahrhundert siedelten sich hier auch Rumänen an und es entstand ein rumänischer Ortsteil. Seit dem 16. Jahrhundert wird der Ort fast ausschließlich von Rumänen bewohnt.
Auf dem Areal des eingemeindeten Dorfes Mintia (Bayersdorf) wurde 1960–1970 eines der größten Wärmekraftwerke in Rumänien errichtet (⊙, „S.C. Electrocentrale Deva S.A.“). Seit mehreren Jahren sind durch die Betreibung des Kraftwerks negative Einflüsse auf die Umwelt durch Wasserverschmutzung, Bodenschäden und die Zerstörung der Vegetation dokumentiert.
Nach dem Niedergang des Bergbaus leben die Bewohner heute vorwiegend von der Landwirtschaft.

## Bevölkerung
Bei der Volkszählung 1850 lebten auf dem Gebiet der heutigen Gemeinde 2583 Menschen. 2400 davon waren Rumänen, 126 Roma, 43 Ungarn, zehn Deutsche und vier andere. Die höchste Einwohnerzahl (4090) – gleichzeitig die der Rumänen (3818) und die der Ungarn (194) – wurde 1977 erreicht. Die höchste Anzahl der Roma wurde 1850 und die der Deutschen (26) 1900 gezählt. Darüber hinaus bezeichneten sich 1880 24 Einwohner, 1910 und 1992 je drei Einwohner und 2002 ein Einwohner als Slowaken, 2002 zwei Einwohner als Ukrainer. 2002 lebten in der gesamten Gemeinde Vețel 2760 Menschen, davon waren 2527 Rumänen, 129 Ungarn, 98 Roma und drei Deutsche.

## Sehenswürdigkeiten
- Die Holzkirche Cuvioasa Paraschiva, 1790 errichtet,[9] steht unter Denkmalschutz.[10]
- Die Ruinen des römischen Kastells Micia – neben der Eisenbahnlinie gelegen – mit seinem Lagerdorf (Vicus), zu dem ein Hafen an der Mieresch, öffentliche Gebäude wie einem Jupiter-Tempel, Thermen sowie ein kleines Amphitheater gehören.[3] Das Areal steht unter Denkmalschutz.[10]
- Im eingemeindeten Dorf Boia Bârzii (Ochsendorf) die Holzkirche Pogorârea Sf. Duh, im 18. Jahrhundert errichtet, steht unter Denkmalschutz.[10]
- Im eingemeindeten Dorf Herepeia (ungarisch Herepe) die Holzkirche Cuvioasa Paraschiva, im 18. Jahrhundert errichtet, steht unter Denkmalschutz.[10]
- Im eingemeindeten Dorf Leșnic (Wachtdorf) die rumänische-orthodoxe Kirche Sf. Nicolae, wurde ca. 1400 von Dobre Românul (einem rumänischen Hörigen) gestiftet, der wegen seiner Tapferkeit vom König Sigismund von Luxemburg geadelt wurde;[3] steht unter Denkmalschutz.[10]
- Im eingemeindeten Dorf Mintia die ungarische reformierte Saalkirche (im 16. Jahrhundert errichtet) und das Anwesen von Gyulay Ferencz, 1642 errichtet, 1834 umgebaut; stehen unter Denkmalschutz.[10]
- Im eingemeindeten Dorf Muncelu Mare (Nagymuncsel) die Holzkirche Duminica Tuturor Sfinților, 1762 errichtet, steht unter Denkmalschutz.[10]
- Die Holzkirchen in Muncelu Mic (Kismuncsel) Cuvioasa Paraschiva 1869 errichtet[11] und die in Runcu Mic (Erdőhátrunk) Pogorârea Sfântului Duh etwa um 1720 errichtet,[12] stehen nicht unter Denkmalschutz.

## Söhne und Töchter der Gemeinde
- Francisc Munteanu (1924–1993), rumänischer Schriftsteller, Filmregisseur und Drehbuchautor